# Manaurie
Manaurie is een voormalige gemeente in het Franse departement Dordogne in de regio Nouvelle-Aquitaine, maakt deel uit van het arrondissement Sarlat-la-Canéda en telt 140 inwoners (2016).

## Geschiedenis
Deze gemeente maakte deel uit van het kanton Saint-Cyprien tot dit op 22 maart 2015 werd opgeheven en Les Eyzies-de-Tayac-Sireuil werd opgenomen in het kanton Vallée de l'Homme. 
Op 1 januari 2019 fuseerde Manaurie met Les Eyzies-de-Tayac-Sireuil en Saint-Cirq tot de commune nouvelle Les Eyzies.

## Geografie
De oppervlakte van Manaurie bedraagt 10,1 km², de bevolkingsdichtheid is 14,1 inwoners per km².
De onderstaande kaart toont de ligging van Manaurie met de belangrijkste infrastructuur en aangrenzende gemeenten.

## Demografie
Onderstaande figuur toont het verloop van het inwonertal.